# Unavantaluna
Gli Unavantaluna - Cumpagnia di musica sixiliana sono un gruppo musicale world music italiano formatosi a Roma nel 2004.

## Storia del gruppo
Gli Unavantaluna si formano nella primavera del 2004 a Roma dall'incontro di quattro musicisti originari della Sicilia orientale (in particolare dell'area etnea e peloritana). Fin dall'inizio il repertorio è caratterizzato da un equilibrio tra le forme musicali della tradizione siciliana e l'innovazione, sempre nel solco dei canoni musicali isolani: spiccano l'interpretazione di grandi classici della musica siciliana (La pampina di l'alivu, Mi votu e mi rivotu, Ciuri, ciuri, Vitti 'na crozza), nonché tarantelle, contraddanze, cunti, canti della tradizione marinara e contadina, oltre agli inediti in lingua siciliana.
Il nome riprende l'inizio di una filastrocca siciliana («Unu avant'a Luna, due il bue [...]») pronunciata durante il gioco della cavallina, diffuso in tutta la Sicilia e accompagnato da versi che mutano da zona a zona dell'isola.
Nel 2006 pubblicano il primo album, Cumpagnia di musica sixiliana, seguito quattro anni dopo da Novi jorna novi misi. Frammenti di un oratorio popolare, interamente incentrato sui canti tradizionali siciliani del periodo natalizio, in particolare della novena. Nel 2013 esce il terzo lavoro discografico, Isula ranni ('Isola grande'), composto da un doppio cd, il secondo dei quali interamente inciso  con brani inediti.
Nello stesso anno vincono la sesta edizione del "premio Andrea Parodi" - un festival della world music organizzato annualmente a Cagliari dalla fondazione dedicata al cantautore sardo di origini liguri - con il brano Isuli, riconoscimento ulteriormente accresciuto dai premi per il miglior testo (ex aequo con Francesca Incudine) e per il miglior arrangiamento.
Nel 2016 si esibiscono presso la cappella Paolina del palazzo del Quirinale nell'ambito de I concerti al Quirinale trasmessi da Rai Radio 3, insieme con Eleonora Bordonaro (voce) e Puccio Castrogiovanni (marranzano). Nel 2017 vengono annoverati, insieme con Alfio Antico, Mario Incudine, Carlo Muratori e i fratelli Mancuso, tra le «figure di spicco della musica folk siciliana» nella sesta edizione italiana della guida Lonely Planet sulla Sicilia.
L'ensemble si avvale della collaborazione con artisti come Ashraf Ahmad Mohamed (tabla egiziana), Elvin Dhimitri (violinista albanese), Yannis Vassilakos (bouzoukista greco), Nando Citarella (cantante) e Gaspare Balsamo, cantastorie siciliano. Nel 2016 gli Unavantaluna avviano Sònira e Sonos, un progetto artistico con Elena Ledda sulla musica tradizionale delle due maggiori isole italiane, Sicilia e Sardegna; nel 2017 con Ziad Trabelsi e Simone Pulvano realizzano La petite Sicile, uno spettacolo pertinente alla comunità siciliana di Tunisi, e partecipano a Caruso, un'opera coreografica ideata da Mvula Sungani, dedicata a Enrico Caruso e messa in scena al teatro Olimpico e al teatro Vascello di Roma.

## Formazione
- Pietro Cernuto – ciaramedda a paro, friscaletto, voce, percussioni (2004-presente)
- Francesco Salvadore – voce, percussioni (2004-presente)
- Carmelo Cacciola – lauto cretese, voce (2004-presente)
- Luca Centamore – chitarre (2004-presente)
- Andrea Piccioni - percussioni, tamburello, marranzano, voce (2007-2011)
- Arnaldo Vacca – tamburi a cornice (2008-presente)

## Discografia
- 2006 - Cumpagnia di musica sixiliana[12]
- 2010 - Novi jorna novi misi. Frammenti di un oratorio popolare
- 2013 - Isula Ranni[13]

## Tournée
Gli Unavantaluna sono stati protagonisti di varie tournée in Italia e nel resto del mondo: Germania, Francia, Tunisia, Svizzera, Spagna, Portogallo, Serbia. Il 4 novembre 2016 si sono esibiti presso il National Theater & Concert Hall di Taipei, in Taiwan. Nella primavera del 2018 è la volta di Sostieni la deriva, la tournée in Australia del gruppo siciliano, in collaborazione con il C.A.S. (Coordinamento delle Associazioni Siciliane del Nuovo Galles del Sud) e con il patrocinio del Consolato Italiano di Sydney e dell'Istituto di Cultura Italiana della stessa città: il tour ha toccato Sydney, Melbourne, Canberra, Ettalong Beach, concludendosi col concerto tenuto presso l'Italian Cultural Centre di Sydney.